# Arena stade couvert de Liévin
L'Arena stade couvert de Liévin, (conosciuto anche come Stade Couvert Régional)  è un'arena coperta localizzata nella città di Liévin in Francia. La sua capacità arriva sino ai 6000 posti per le gare di atletica leggera e sino ai 14 000 posti per i concerti.

## Storia
Nel 1982, dopo 10 anni di riflessione sulla creazione di un grande impianto destinato all'atletica nel Passo di Calais, iniziarono i lavori di costruzione dello Stade Couvert Régional (in italiano Stadio Regionale Coperto). I terminarono nel dicembre 1985 e l'impianto, di proprietà del comune di Liévin, fu inaugurato nel gennaio 1986.
Nel 1987 ha ospitato i Campionati europei di atletica leggera indoor 1987. 
Nel 2006 iniziarono i lavori di ristrutturazione, duranti due anni e mezzo e compoletati nel febbraio del 2009. L'anno successivo fu cambiato il nome dell'impianto in Arena stade couvert de Liévin.
Dall'ottobre del 2012 ad aprile del 2017 l'arena è stata chiusa per un'altra ristrutturazione.
Nel 2018 il Meeting Hauts-de-France Pas-de-Calais torna nel calendario World Athletics Indoor Tour. Nel 2020 ha ospitato i campionati europei di badminton a squadre.